# Jeffrey C. Hall
Jeffrey Connor Hall (sinh ngày 3 tháng 5 năm 1945) là một nhà di truyền học  và nhà sinh học nhịp thời gian người Mỹ. Hall là Giáo sư danh dự Sinh học tại Đại học Brandeis và hiện đang sinh sống tại Cambridge, Maine. Hall đã dành cả sự nghiệp của mình kiểm tra thành phần thần kinh của việc ghép cặp và nhịp điệu hành vi của côn trùng. Thông qua nghiên cứu về thần kinh và hành vi của ruồi giấm thường Hall đã khám phá ra các cơ chế thiết yếu của đồng hồ sinh học và làm sáng tỏ nền tảng của sự phân biệt giới tính trong hệ thần kinh. Ông được bầu vào Viện Hàn lâm Khoa học Quốc gia Hoa Kỳ cho công trình cách mạng của ông trong lĩnh vực sinh học nhịp thời gian. Cùng với Michael W. Young và Michael Rosbash, ông đã được trao tặng giải Nobel Sinh lý học và Y khoa năm 2017 "vì những khám phá của họ về các cơ chế phân tử kiểm soát nhịp sinh học".